# Valle Vecchia - Zumelle - Valli di Bibione
Valle Vecchia - Zumelle - Valli di Bibione este o arie protejată (arie de protecție specială avifaunistică — SPA) din Italia întinsă pe o suprafață de 2.089 ha, integral pe uscat.

## Localizare
Centrul sitului Valle Vecchia - Zumelle - Valli di Bibione este situat la coordonatele 45°38′03″N 12°59′13″E / 45.634241°N 12.986998°E.

## Înființare
Situl Valle Vecchia - Zumelle - Valli di Bibione a fost declarat arie de protecție specială avifaunistică în august 2003 pentru a proteja 3 specii de plante și 91 de specii de animale.

## Biodiversitate
Situată în ecoregiunea continentală, aria protejată conține 13 habitate naturale: Mlaștini calcaroase cu Cladium mariscus și specii de Caricion davallianae, Dune de coastă cu Juniperus spp., Dune mobile de-a lungul țărmului cu Ammophila arenaria („dune albe”), Pajiști cu Molinia pe soluri calcaroase, turboase sau argilos-nămoloase (Molinion caeruleae), Păduri de Quercus ilex și Quercus rotundifolia, Dune de coastă fixe cu vegetație erbacee („dune gri”), Tufărișuri halofile mediteraneene și termo-atlantice (Sarcocornetea fruticosi), Vegetație anuală la limita mareei, Lagune de coastă, Dune împădurite cu Pinus pinea și/sau Pinus pinaster, Salicornia și alte specii anuale care populează regiunile mlăștinoase și nisipoase, Pajiști umede mediteraneene cu ierburi înalte de Molinio-Holoschoenion, Dune mobile cu vegetație embrionară.
La baza desemnării sitului se află mai multe specii protejate:
- plante (3): Euphrasia marchesettii, Salicornia veneta, Stipa veneta
- păsări (86): uliu porumbar (Accipiter gentilis), lăcar-de-mlaștină (Acrocephalus palustris), lăcar-de-rogoz (Acrocephalus schoenobaenus), pițigoi codat (Aegithalos caudatus), pescăruș albastru (Alcedo atthis), rață sulițar (Anas acuta), gârliță mare (Anser albifrons), gâscă cenușie (Anser anser), gâscă de semănătură (Anser fabalis), egretă mare (Ardea alba), stârc roșu (Ardea purpurea), stârc galben (Ardeola ralloides), ciuf de câmp (Asio flammeus), ciuf-de-pădure (Asio otus), rață-cu-cap-castaniu (Aythya ferina), rața moțată (Aythya fuligula), Aythya marila, rață roșie (Aythya nyroca), buhai de baltă (Botaurus stellaris), ciocârlie-cu-degete-scurte (Calandrella brachydactyla), Calidris alba, Calidris canutus, fugaci roșcat (Calidris ferruginea), fugaci mic (Calidris minuta), bătăuș (Calidris pugnax), caprimulg (Caprimulgus europaeus), chirichița cu obraz alb (Chlidonias hybrida), chirighiță neagră (Chlidonias niger), barză albă (Ciconia ciconia), barză neagră (Ciconia nigra), erete de stuf (Circus aeruginosus), erete vânăt (Circus cyaneus), erete cenușiu (Circus pygargus), acvilă țipătoare (Clanga clanga), dumbrăveancă (Coracias garrulus), Corvus monedula, lebădă de iarnă (Cygnus cygnus), egretă mică (Egretta garzetta), presură sură (Emberiza calandra), presură de munte (Emberiza cia), șoim de iarnă (Falco columbarius), muscar negru (Ficedula hypoleuca), becațină comună (Gallinago gallinago), cufundar polar (Gavia arctica), cufundar mic (Gavia stellata), ciovlica roșcată (Glareola pratincola), cocor (Grus grus), scoicar (Haematopus ostralegus), codalb (Haliaeetus albicilla), piciorong (Himantopus himantopus), pescăriță mare (Hydroprogne caspia), stârc pitic (Ixobrychus minutus), sfrâncioc roșiatic (Lanius collurio), pescăruș sur (Larus canus), pescăruș-cu-cap-negru (Larus melanocephalus), sitar de mal nordic (Limosa lapponica), sitar de mâl (Limosa limosa), câneparul (Linaria cannabina), cormoran mic (Microcarbo pygmaeus), codobatură galbenă (Motacilla alba), muscar sur (Muscicapa striata), rață cu ciuf (Netta rufina), Numenius arquata arquata, Numenius phaeopus, stârc de noapte (Nycticorax nycticorax), vultur pescar (Pandion haliaetus), vrabie de câmp (Passer montanus), Phalacrocorax carbo sinensis, codroș de munte (Phoenicurus ochruros), codroșul de pădure (Phoenicurus phoenicurus), lopătar (Platalea leucorodia), ploier argintiu (Pluvialis squatarola), cresteț pestriț (Porzana porzana), brumăriță de pădure (Prunella modularis), ciocântors (Recurvirostra avosetta), aușel cu cap galben (Regulus regulus), pițigoi-pungar (Remiz pendulinus), cănăraș (Serinus serinus), chiră de baltă (Sterna hirundo), chiră mică (Sternula albifrons), călifar roșu (Tadorna ferruginea), călifar alb (Tadorna tadorna), chiră de mare (Thalasseus sandvicensis), fluierar cu picioare verzi (Tringa nebularia), sturzul de vâsc (Turdus viscivorus), Zapornia parva
- pești (3): Aphanius fasciatus, Knipowitschia panizzae, Pomatoschistus canestrinii
- reptile (2): țestoasa de baltă (Emys orbicularis), țestoasă bănățeană (Testudo hermanni)

Pe lângă speciile protejate, pe teritoriul sitului au mai fost identificate 26 de specii de plante, 1 specie de mamifere, 1 specie de nevertebrate, 2 specii de reptile.